# Ombrello reale a nove balze

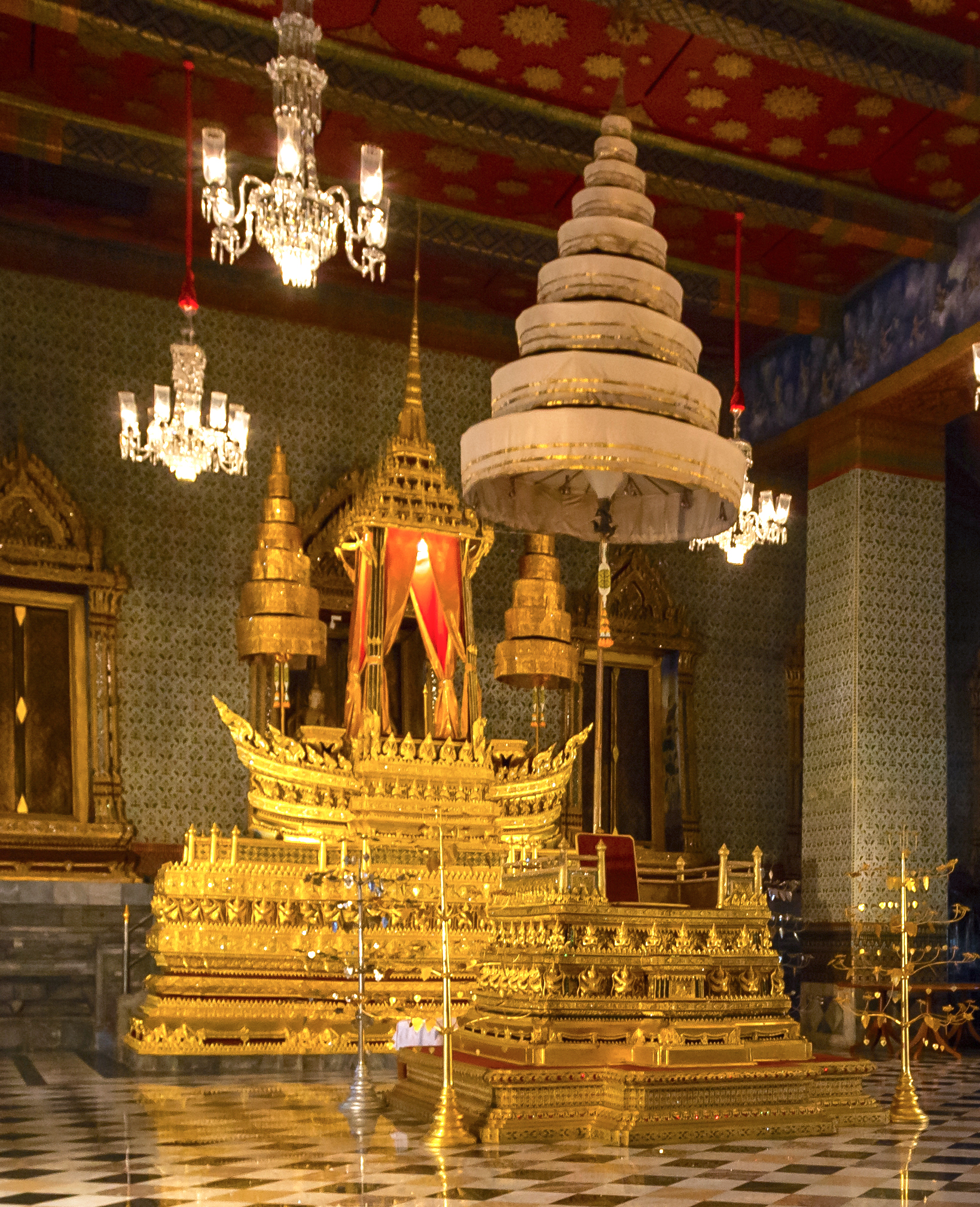
L'Ombrello Reale a Nove Balze sopra il Trono nella Sala del Trono Phuttan Kanchanasinghat del Grande Palazzo Reale a Bangkok

L'Ombrello Reale a Nove Balze (thai: นพปฎลมหาเศวตฉัตร, RTGS: Nopphapadon Mahasawettachat), ufficialmente denominato Grande Ombrello Bianco di Stato a Nove Balze, è considerato come la più sacra e antica regalia dei sovrani thailandesi.

## Storia, descrizione ed uso
Si tratta di un particolare tipo di ombrello thailandese, chiamato anche chatra, in cui paralumi dell'ombrello sono fatti di seta bianca rifinita in oro, e, posti l'uno sopra l'altro in forma conica a gradoni, si innestano in uno stelo dorato. L'ombrello, considerato come un vero e proprio oggetto sacro, può avere diverse forme poiché è prerogativa anche di titoli diversi da quello di sovrano. Esistono infatti l'ombrello del principe della corona o del viceré, che hanno però solo cinque balze, e anche quello di un sovrano non ancora consacrato che ne ha sette, mentre l'ombrello del sovrano nei suoi pieni poteri ne ha ben nove e costituisce la più alta regalia ed insegna della sua autorità reale: questo deriva da antiche credenze indù, poiché l'ombrello simboleggia la protezione spirituale e fisica che il re può dare ai suoi sudditi ed i suoi vari livelli simboleggiano l'accumulo di onore e merito che si possono possedere, che nel sovrano trovano la loro massima espressione. Finché il rito d'incoronazione di un nuovo sovrano non è compiuto questi non sarà abilitato a sedersi sul trono, che è permanentemente posto sotto un Ombrello Reale a Nove Balze che ne fa da baldacchino. Durante la cerimonia di incoronazione di un monarca thailandese infatti, poco prima che il re venga incoronato, il capo brahmano si avvicina al sovrano e gli consegna l'ombrello con i suoi nove livelli. Il monarca lo accetterà e lo consegnerà a una pagetto reale, incaricato di posizionarlo sopra il trono su cui il re siederà per ricevere la Grande corona della Vittoria. Un mantra viene quindi invocato dagli altri brahmani, a fanfara e musica. 

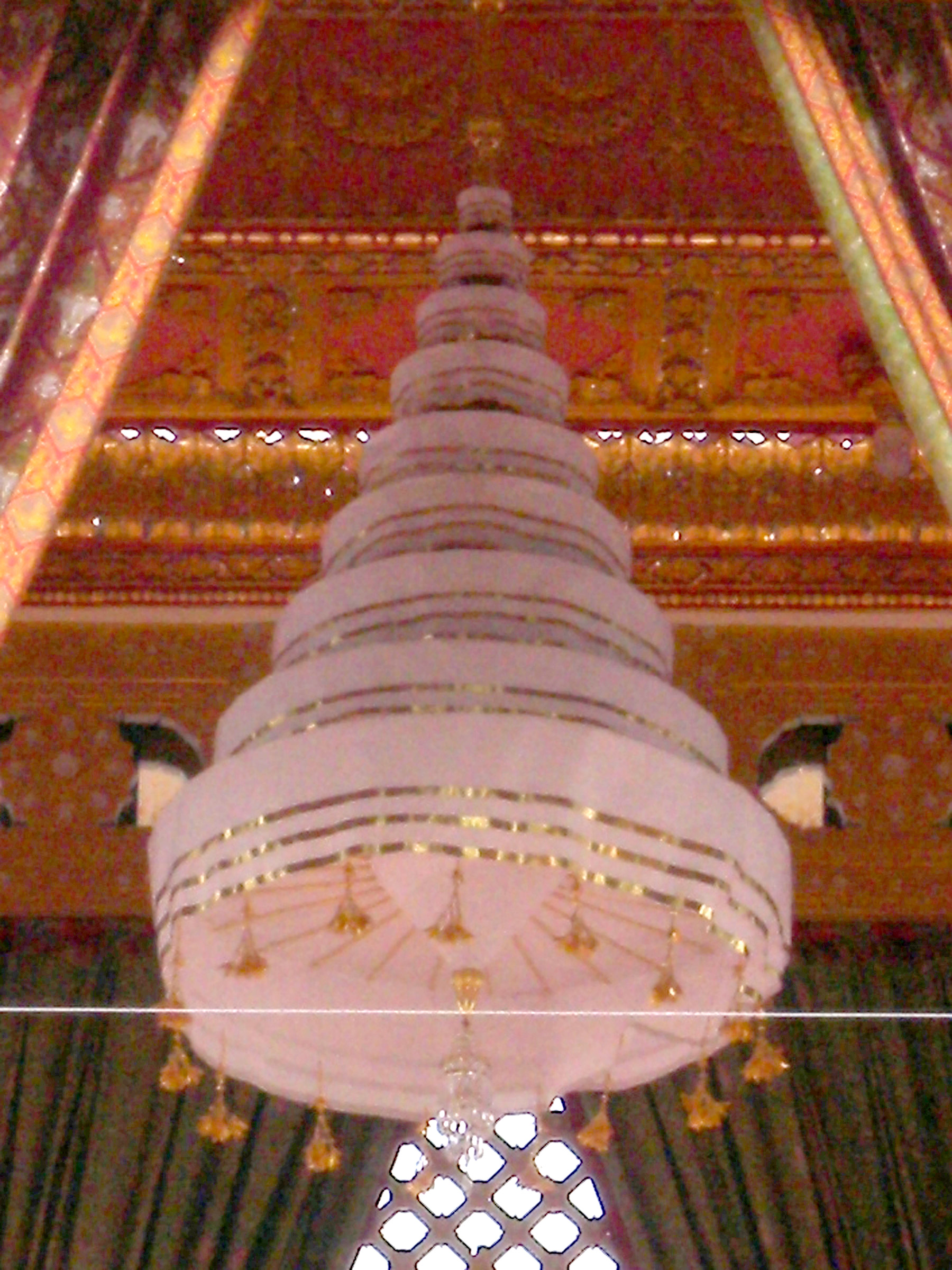
Un Ombrello Reale a Nove Balze sovrasta la pira funebre del sovrano Rama IX il Grande

Attualmente ci sono sette ombrelli di questo tipo, con sei distribuiti nelle varie sale del trono del Grande Palazzo Reale ed uno sito a Palazzo Dusit:
- Sala del trono Amarin Winitchai, sopra il trono Phuttan Kanchanasinghat, Grande Palazzo Reale
- Sala del trono Phaisan Thaksin, sopra il trono Phatharabit, Grande Palazzo Reale
- Sala residenziale Chakkraphat Phiman, sopra il letto a baldacchino del sovrano, Grande Palazzo Reale
- Sala residenziale Chakkraphat Phiman, sopra il divano del sovrano, Grande Palazzo Reale
- Sala del trono Dusit Maha Prasat, sopra il trono Madre delle Perle, Grande Palazzo Reale
- Sala del trono Chakri Maha Prasat, sopra il trono Bhudthan Thom, Grande Palazzo Reale
- Sala del trono Ananta Samakhom, sopra il trono reale, nel complesso di Palazzo Dusit

## Anniversario del giorno dell'incoronazione
Nell'anniversario del giorno dell'incoronazione del sovrano, in Thailandia viene celebrato un giorno festivo chiamato "Giorno dell'incoronazione" (thai: วัน ฉัตรมงคล, RTGS: Wan Chantra Mongkol), o letteralmente "Giorno della benedizione dell'ombrello". Il giorno coinvolgerà il monarca stesso nell'esecuzione di certi riti in ricordo della sua consacrazione. La cerimonia principale è un servizio di benedizione dei monaci nella sala del trono di Amarin Winitchai, dove le insegne reali, gli utensili reali e le armi reali sono esposte sul trono Phuttan Kanchanasinghat. Il capo brahmano quindi ha il compito di recitare un mantra, alla presenza del re, ed eseguire una circumambulatio dell'ombrello a nove livelli. Fiori d'oro e d'argento saranno poi offerti agli spiriti che proteggono il trono, seguiti dalla legatura di una striscia di stoffa rossa attorno al gambo dell'ombrello e dalla fine del servizio con l'aspersione dell'acqua lustrale sulle regalie.
Per re Rama IX la celebrazione di solito coinvolgeva un'audizione generale, in cui il monarca appariva seduto sul trono sotto l'ombrello reale per ricevere gli auguri.